# Cell (muzyk)
Cell – pseudonim artystyczny Alexandre'a Scheffera, francuskiego muzyka, kompozytora i designera dźwięku, nagrywającego między innymi dla firmy fonograficznej Ultimae Records.
Cell wykonuje muzykę elektroniczną z kręgu ambient/downtempo, charakteryzowaną jako głęboka i melodyjna electronica.

## Życiorys i twórczość

### Początki
Alexandre Scheffer (w skrócie Alex Scheffer) urodził się w rodzinie muzyków; jego matka była pianistką a ojciec perkusistą. Gdy miał 10 lat rodzice podarowali mu pierwszy syntezator, Roland Juno-106. Będąc studentem konserwatorium zainteresował się generatorami wolnych przebiegów i filtrami. Wzrastające zainteresowanie instrumentami elektronicznymi i muzyką elektroniczną, skłoniło go do poświęcenia uwagi twórczości takich artystów jak: Pink Floyd, John Cage, Kraftwerk, Tangerine Dream i Peter Gabriel. Mając lat 16 postanowił zainteresować się bliżej gatunkiem elektro pop, dokonując w jego ramach łączenia różnych stylów. Występował w kilku zespołach jako klawiszowiec i aranżer. Po studiach w specjalności inżyniera dźwięku postanowił ostatecznie zająć się muzyką elektroniczną. Współpracując z różnymi zleceniodawcami tworzył ścieżki dźwiękowe do reklam, krótkie filmy oraz muzykę towarzyszącą pokazom mody.

### Działalność nagraniowa
W roku 2001 dokonał pierwszych nagrań dla wytwórni Ultimae Records. Jego utwory znalazły się na kilku kompilacjach. Spośród nich wyróżniają się: „Audio Deepest Night”, zawarty na Fahrenheit Project Part Four (2003, Ultimae Records) oraz „The Gate” z Mountain High 2 (2005, Candyflip Records). W 2005 roku nagrał swój debiutancki album, Phonic Peace, wydany przez włoską wytwórnię Indica Music. Znalazła się na niej muzyka inspirowana wpływami tybetańskimi, utrzymana w klimacie ethno ambient. Pod koniec 2009 nagrał swój pierwszy album dla Ultimae Records, zatytułowany Hanging Masses. W jednym z wywiadów artysta stwierdził iż jego album jest hołdem złożonym jego ulubionym artystom, takim jak: Brian Eno, Tangerine Dream, Steve Reich oraz David Behrmann i Alvin Lucier. Powodem, dla których uważa ich za znaczących i ważnych jest fakt, iż zbadali oni, według niego, każdą dziedzinę muzyki elektronicznej, a twórczość artystów współczesnych nie jest niczym nowym, a jedynie powtarzaniem ich dorobku przy pomocy szybszych i bardziej nowoczesnych narzędzi, niż te, które oni mieli do swojej dyspozycji. Charakteryzując swój album od strony technicznej stwierdził, że bardzo się on różni od jego debiutanckiego albumu, między innymi dlatego, iż zastosował na nim bardzo niewiele sampli. Wykorzystał za to różne rodzaje syntezatorów jak: Logic Pro 8 i 9 oraz MOTU DP 7, połączonych z urządzeniem Akai DR 16, rejestrującym dźwięk na dysku twardym. Od strony muzycznej album swój scharakteryzowal jako prawdziwie zimowy. Niektóre zawarte na nim utwory zarejestrował w górach.

#### Projekt Connect.Ohm
W 2011 roku w Paryżu Cell spotkał japońskiego kompozytora Hidetoshi Koizumi, występującego pod pseudonimem Hybrid Leisureland, nagrywającego również dla Ultimae Records. Obaj postanowili nawiązać współpracę i zrealizować wspólny album studyjny. Ukazał się on na rynku w 2012 roku pod tytułem 9980 i był sygnowany przez Connect.Ohm – wspólny pseudonim artystyczny obu muzyków. Większość z tego albumu utworów to wolne, panoramiczne kompozycje, do których Cell zdążył już przyzwyczaić swoich fanów, połączone z subtelnymi fakturami dźwiękowymi Koizumiego.

## Dyskografia

### Albumy
- 2005 – Phonic Peace (wydany przez Indica Music jako album CD)[3]
- 2007 – Live At Kumharas (Ibiza - June 2006) (wydany przez Ultimae Records jako pliki dźwiękowe: WAV, MP3 i FLAC[6]
- 2007 – Live At Glade Festival 2005 (wydany przez Sofa Manifesto jako pliki dźwiękowe MP3)[7]
- 2008 – Ketama Live Vol. 2 (wydany przez World Club Music jako album CD)[8]
- 2009 – Hanging Masses (wydany przez Ultimae Records jako album CD)[9]

### Single i EP-ki
- 2009 – „Hanging Masses” (wydany przez Kahvi Collective jako EP oraz pliki dźwiękowe: MP3 i Ogg)[10]